# Допит (фільм)
Допит (пол. Przesluchanie) — польський художній фільм 1982 року режисера та сценариста Ришарда Бугайського. Дія фільму розгортається за часів сталінського режиму у Польщі. Головну героїню фільму, співачку Антоніну Дзівіш, яку грає Кристина Янда, без жодних особливих причин заарештовують працівники Управління безпеки (УБ) і ув'язнюють лише для того, щоб її свідчення можна було використати для звинувачення її знайомого. Тортури, яким піддає її майор «Конпельовий» (Януш Гайош), лише посилюють її злість і опір слідству.
Допит, знятий кіногрупою Zespól Filmowy «X» під керівництвом Анджея Вайди, врешті решт сприяв розпаду цієї кіногрупи. Фільм був заборонений до прокату, який був скасований лише в 1989 році, після системної трансформації. До цього фільм поширювався підпільно завдяки зусиллям Бугайського, який записав свою роботу у форматі VHS для відтворення на відеокасетах, через що був змушений емігрувати до Канади.
Фільм отрима нагороду у 1989—1990 роках на Фестивалі польського кіно в Гдині: на 14-му фестивалі у 1989 році він отримав Приз журналістів та Приз глядацьких симпатій, а роком пізніше — Спеціальний приз журі та акторські нагороди для Кристини Янди, Януша Гайоса та Анни Романтовської. У 1990 році Кристина Янда отримала нагороду за найкращу жіночу роль на 43-му Каннському кінофестивалі.

## Сюжет
Дія фільму розгортається в першій половині 1950-х років двадцятого століття. Антоніна Дзівіш, молода співачка і щаслива дружина, подорожує країною зі своїм гуртом, щоб виступити перед аудиторією робітників і селян. Під час одного з концертів, посварившись зі своїм чоловіком Костянтином, у компанії двох таємничих осіб вона напивається до втрати свідомості. Прокидається у в'язниці. Її допитує майор «Конпєльовий», який детально розслідує її сексуальне життя і звинувачує в незаконній торгівлі валютою. Тоня відмовляється підписувати протокол, в результаті чого розслідування передають лейтенанту Тадеушу Моравському.
Антоніна сидить в одній камері з Мірою Шайнерт, селянкою Гоноратою та фанатичною комуністкою Вітковською. Послідовними допитами мучителі намагаються змусити Антоніну дати свідчення, що викривають майора Ольча, якого звинувачують у зраді батьківщини. Вітковська, все ще вірячи в непогрішність народної влади, намагається переконати Тоню зізнатися добровільно. Хоча Антоніну піддають фізичним і психологічним тортурам (наприклад, поміщають в карцер, залитий водою до стелі, піддають імітації страти), вона все одно виявляє волю до боротьби. Однак Міра Шайнерт під загрозою смерті свідчить, що Тоня співпрацювала з іноземною розвідкою. Співробітники служби безпеки показують Костянтину протокол, в якому його дружина нібито зізнається у зраді.
Коли після розмови з чоловіком Антоніна дізнається, що Костянтин хоче розлучення, вона у відчаї перегризає собі вени. Після невдалої спроби самогубства вона потрапляє до тюремної лікарні. Там її відвідує Моравський, який вітає її з Різдвом. Між ними відбувається зближення. Через деякий час Тоня зізнається Моравському, що вагітна від нього, і обіцяє нікому не розповідати, хто є батьком дитини. Пізніше Моравський приносить звістку, що Ольчу застрелили. Тоня народжує дівчинку, але тюремна адміністрація забирає її від матері. Коли Йосип Сталін помирає, Моравський повідомляє Тоні, що її звільнять. Коли Тоня виходить з кімнати, слідчий накладає на себе руки. Змучена Антоніна виходить з в'язниці, забирає доньку з дитячого будинку і повертається додому.

## Акторський склад

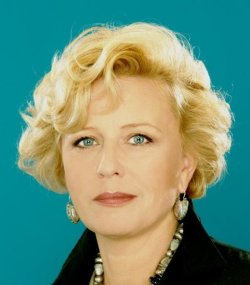
Кристина Янда, роль Антоніни

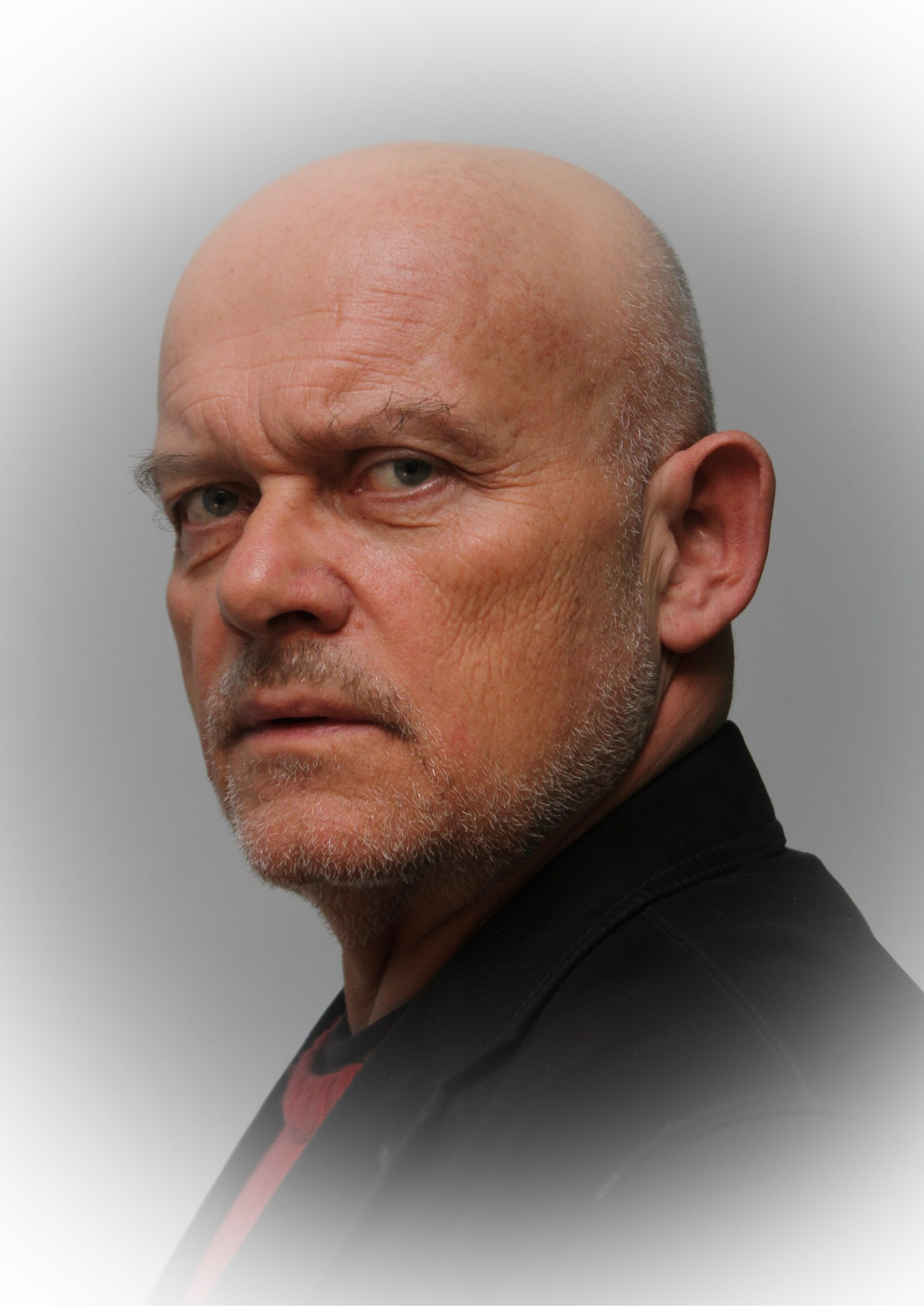
Адам Ференци, роль Тадеуша Моравського (2012)

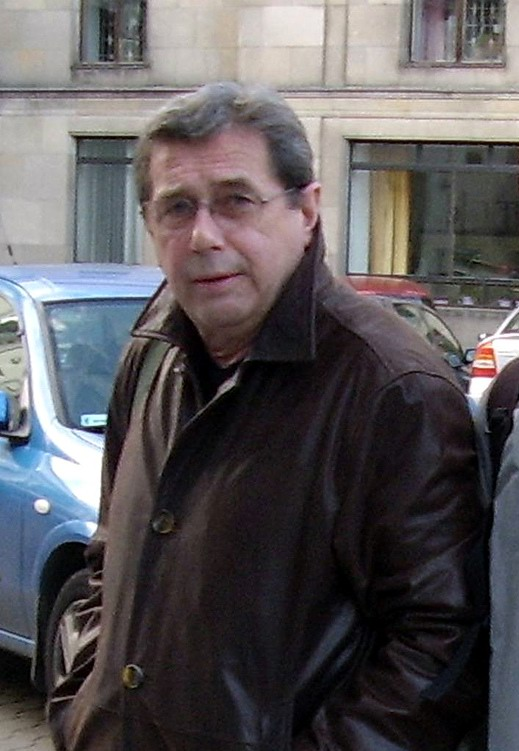
Януш Гайос, виконавець ролі «Конпельового» (2007)

Джерело: Filmpolski.pl
- Кристина Янда — Антоніна «Тоня» Дзівіш
- Адам Ференци — Тадеуш Моравський
- Януш Гайос — майор
- Аґнешка Голланд — Вітковська
- Анна Романтовська — Міра Шайнерт
- Божена Дикель — селянка Гонората
- Ольгерд Лукашевич — чоловік Антоніни
- Ян Юревич — тюремний охоронець
- Томаш Ленгрен — майор Ольча
- Казімєж Мереш — офіцер на іменинах
- Аркадіуш Базак — офіцер на іменинах
- Томаш Дедек — офіцер таємної поліції Чесік
- Яцек Борковський — охоронець, який виконує смертний вирок
- Ярослав Копачевський — офіцер, що заарештовує Антоніну
- Дарія Трафанковська — тюремна медсестра
- Антоніна Гірич — ув'язнена, «старша» камери

## Виробництво

### Сценарій, кастинг, операторська робота

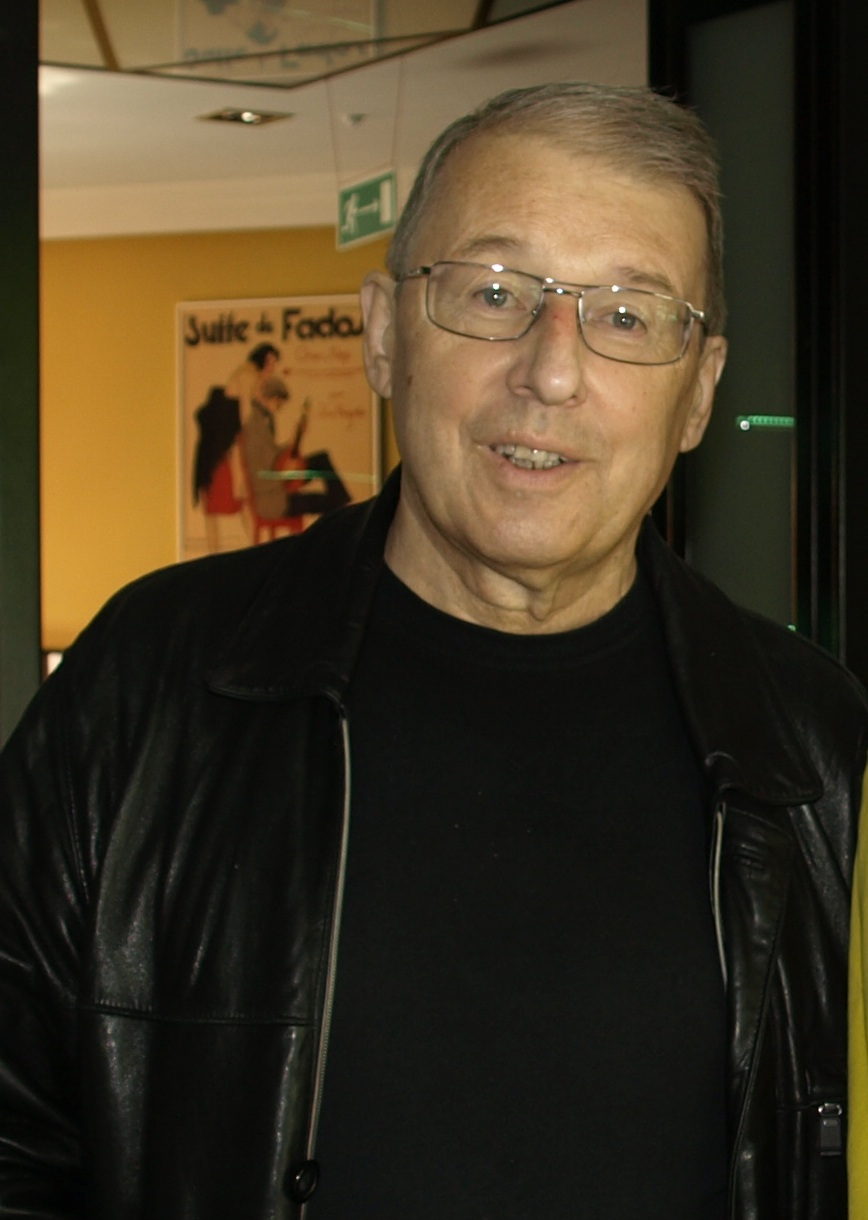
Ришард Бугайскі, режисер фільму

Прослуховування проводила кіногруппа Zespól Filmowy «X», художнім керівником якої був Анджей Вайда. Цим фільмом Ришард Бугайський дебютував як режисер; написаний ним сценарій (на основі оповідань Тоні Лехтмана і Ванди Подгурської) був оцінений командою як «шалено гострий», як стверджувала Аґнешка Голланд. Оператором фільму виступив Яцек Петрицький, а за сценографію відповідав Януш Сосновський. Костюми для героїв розробила Йоланта Яцковська, а монтаж фільму здійснила Катажина Мацейко-Ковальчик.
Кристина Янда отримала роль у «Допиті» як заміна Йоанни Щепковської, яка не змогла знятися в оголеній сцені, оскільки народила дитину кількома місяцями раніше. Янді довелося повністю присвятити себе ролі, яку вона описала наступним чином: Ніщо в «Допиті» не є удаваним. Коли мене кидають на підлогу камери — ніхто мене не жаліє, коли б'ють по обличчю — б'ють по-справжньому. Виконавиця головної ролі, знаючи, що фільм розрахований на молодь, намагалася дати характеристики, близькі їй. Хоча колишні в'язні Раковецької, які консультували Бугайського щодо постановки окремих сцен, вважали поведінку героїні Янди занадто сміливою для реального життя, актриса прокоментувала це так: […] Я відчувала, що саме цього хотіли люди в залі. Вони хотіли, щоб їхня героїня поводилася саме так. Пісня «Zgadnij, kotku, co mam w środku», яку співає Тоня, написав Яцек Янчарський, на мелодію Єжи Сатановського.
Януш Гайос, який зіграв роль «Конпельового», спочатку не був позитивно налаштований щодо своєї ролі через безжалісність свого персонажа. Тому він намагався створити психологічний портрет свого героя, щоб зробити власне творіння правдоподібним.
Я подумав: у майора є якась дружина, можливо, діти. На вулиці ніхто не знає, що він професійно б'є жінок у живіт. Може, йому навіть кланяються, коли він у неділю йде з дружиною на прогулянку. У нього є свої звички, він, напевно, педантичний - ось звідки у фільмі з'явилися змішані олівці 
. Зйомки фільму, що проходили переважно у в'язниці на вулиці Раковецькій у Варшаві, зайняли два місяці. Як повідомляв Бугайський, після перших десяти днів роботи він дав Вайді доступ до першої проекції, що містила дві сцени. Вайда вважав ці сцени «повним дном: освітлення, акторська гра — все». Вайда поставив Бугайському ультиматум, наказавши режисерові виправити матеріал протягом двох тижнів, перш ніж постановку буде знято з виробництва. Нагляд за художнім виробництвом взяв на себе Голланд, який, однак, не втручався в режисерський метод, прийнятий Бугайським. Остаточні правки були зроблені вже після запровадження воєнного стану в Польщі, 17 грудня 1981 року.

### Показ і заборона фільму
У квітні 1982 року відбувся прем'єрний показ змонтованого фільму, перебіг якого був надзвичайно бурхливим. Хоча історик Марія Турлейська намагалася захистити «Допит», трактуючи його як історичне свідчення, дискусія від самого початку була спрямована на те, щоб не допустити фільм до показу. А секретар партійної організації кінематографістів Мечислав Васьковський поставив питання «як так сталося, що після введення воєнного стану в нашій країні цей фільм був закінчений?», після чого пригрозив Бугайському, що відповідальність за створення «Допиту» необхідно обговорити в «іншій групі». Інший член відбіркової комісії, Чеслав Петельський, дезавуював цінність «Допиту» як художнього твору, саркастично заявивши, що Бугайський лише «вміє клеїти стрічку». Художнього керівника фільму Анджея Вайду, який на той час перебував у Франції і захищав «Допит» у листі до міністра культури і мистецтва з питань кінематографії Станіслава Стефанського, не запросили на процедуру заборони.
Коли колега Васьковського говорить про гроші, за які було знято фільм Бугайського, він повинен пам'ятати, що це, звичайно, не його гроші (як ми всі знаємо, жоден з його фільмів не приніс прибутку) - а «мої» гроші, бо саме мої фільми заробили основну частину наших кінематографічних потреб.
Розповсюдження «Допиту» було заборонено, але ті, хто ухвалив рішення, дозволили Бугайському зробити майстер-копію фільму, що дозволило режисеру скопіювати «Допит» на відеокасети (система U-matic, потім VHS) і поширювати його незаконно. Почувши про це, Бугайського було звільнено з роботи за дисциплінарними підставами, тому йому довелося емігрувати до Канади.

## Сприйняття
До 13 грудня 1989 року «Допит» не було дозволено показувати в кінотеатрах, але він отримав низку нагород у Польщі. На Фестивалі польського художнього кіно фільм отримав приз глядацьких симпатій і приз журналістів, а в 1990 році — на наступному випуску — був нагороджений чотирма статуетками: спеціальною нагородою журі, нагородою за головну чоловічу роль (Януш Гайос), головна жіноча роль (Кристина Янда) та жіноча роль другого плану (Анна Романтовська). Журнал «Фільм» нагородив його Золотою качкою. У тому ж 1990 році фільм був представлений в основному конкурсі на 43-му Міжнародному кінофестивалі у Каннах, де Кристина Янда отримала нагороду за найкращу жіночу роль за свою гру. Однак фільм не мав успіху у іноземних критиків. Джанет Маслін у The New York Times стверджувала, що «можливості для політичної метафори в цьому фільмі 1982 року дуже обмежені, ще більше зменшені прихованим садизмом і перебільшеною потворністю». Маслін також була незадоволений історією кохання, заявивши, що «Допит» має «принаймні три більш мелодраматичних кінцівки, ніж це потрібно». Шейла Бенсон з Los Angeles Times назвала гру Янди «виснажливим зірковим поворотом». Більш конструктивним був Дессон Хоу з Washington Post, у якому критик високо оцінив акторську гру: Оглядаючись назад, Шейла Скафф, називаючи «Допит» шедевром, дивувалася, чому фільм загубився за межами Польщі. Скафф стверджувала, що мелодраматичний тон фільму Бугайського був, зрештою, характерний для голлівудських фільмів про Другу світову війну, «де так багато героїв вижили самотужки, завдяки лише силі волі та добрим намірам». Скафф запитувала: «Чи саме тут, як каже польське прислів'я, лежав похований собака? Чи в 1990 році, в перші дні демократичної Польщі, коли фільм був показаний у Сполучених Штатах, ще не було місця для польської мелодрами?» Журнал Time Out також захистив фільм, чий «вплив якого є актуальним як ніколи, а його алегоричний підтекст виявився пророчим», оскільки темою роботи Бугайскі є «свобода, досягнута завдяки силі духу та наполегливості». Критики журналу «Cinéaste» описали фільм Бугайського як «одне з найжахливіших бачень сталінської епохи, коли-небудь втілених у фільмі».
Кристина Дунець і Йоанна Краковська підкреслили важливість «Допиту» у своїй ретроспективній статті, стверджуючи, що праця Бугайського «надала раніше заборонені знання про роботу сталінського апарату терору, розкрила методи слідства, натуралістично показала допити і тортури, ставши, таким чином, майже історичним свідоцтвом». Водночас, як зазначають Дунець і Краковська, «випадковість і невинність жертви у поєднанні з садизмом катів, санкціонованим системою, визначили характер і побудову зображеного світу, в якому всі події і дії зводяться до послідовних актів насильства і опору».